# Ausbildung und Erhalt der individuellen Grundfertigkeiten und der Körperlichen Leistungsfähigkeit
Die Zentralanweisung B1-224/0-2 Ausbildung und Erhalt der individuellen Grundfertigkeiten und der Körperlichen Leistungsfähigkeit (Ausb IGF/KLF) wurde am 21. Mai 2015 erlassen und ersetzt die bisherige Weisung zur Ausbildung, zum Erhalt der Individuellen Grundfertigkeiten und zur Körperlichen Leistungsfähigkeit (Weisung IGF/KLF). Sie ist das Grundlagendokument der Bundeswehr für die benannten Fertig- und Fähigkeiten.

## Inhalt
In einleitenden Worten wird erklärt, was individuelle Grundfertigkeiten und Körperliche Leistungsfähigkeit sind und welche Pflichten für den einzelnen Soldaten entstehen.

### Grundsätze
In kurzen Worten wird die Wichtigkeit von individuellen Grundfertigkeiten und Körperlicher Leistungsfähigkeit herausgestellt, besonders unter dem Aspekt von Ausbildung und Einsatz.

### Vorgaben und Ausbildungsziele
Von jedem Soldaten der Bundeswehr werden folgende Leistungen jedes Jahr verlangt:

#### Beherrschen der Schießfähigkeit
Beherrschen des treffsicheren Schusses mit der jeweilig zugeordneten Waffe.

#### Beherrschen der Selbst- und Kameradenhilfe
Kenntnisse bezüglich der Krankheitsvorsorge, Hygiene und Techniken der Stressbewältigung werden vermittelt, überprüft, um später bei jedem Soldaten vorausgesetzt zu werden. Das Niveau der Ausbildung liegt über dem eines üblichen Erste-Hilfe-Kurses.

#### Beherrschen elementarer ABC-Schutzmaßnahmen
Die persönliche ABC-Schutzausstattung handhaben wird trainiert und dann vorausgesetzt.

#### Erhalt und Verbesserung der körperlichen Leistungsfähigkeit
Erfüllung der status-, alters- und geschlechtsunabhängigen Mindestanforderungen an die Körperliche Leistungsfähigkeit. Das bedeutet, dass jeder Soldat den Basis-Fitness-Test besteht, 100 m Kleiderschwimmen in unter 4 Minuten mit anschließendem Entkleiden im Wasser gemäß den DLRG/DRK-Ausführungsbestimmungen erfüllt und mindestens 6 Kilometer marschieren mit 15 kg Gewicht in unter 60 Minuten. Marineuniformträger, die in der Teilstreitkraft Marine eingesetzt werden, können den Marsch durch 200 m Kleiderschwimmen austauschen.